# Mina d'Albore
Mina d'Albore, all'anagrafe Filomena (Casapulla, 21 maggio 1908 – Frascati, 12 dicembre 1996), è stata un soprano italiano.

## Biografia
Era figlia dell'avvocato Elpidio d'Albore, funzionario della Corte dei Conti, fratello del baritono Emilio d'Albore e del pittore Achille d'Albore, e della signora Rosa Muto, ed era sorella della violinista Lilia d'Albore.
Lo scultore Uno Gera, collega alla Corte dei Conti di Elpidio d'Albore, nel 1920 realizzò un busto di Mina d'Albore dodicenne, conservato nella Gipsoteca Uno Gera a Ripatransone
Mina d'Albore, soprano, ricoprì il ruolo di Anna di Rehberg nella Lorelay di Carlo d’Ormeville, rappresentata nel Teatro dell’Opera di Roma il 26 dicembre del 1931. 
Nel 1932 interpretò la cantante nel film Pergolesi di Guido Brignone. 
Nel 1935 nel volume Napoli d’oro Mina d’Albore fu citata tra le più quotate giovani artiste di grandi teatri per bellezza ed estensione di voce e per perfezione di scuola. 
Nella stagione primaverile del 1937 interpretò ad Ancona la Samaritana nella Francesca da Rimini di Riccardo Zandonai e Gabriele D’Annunzio. 
Interruppe l’attività artistica sposando a Roma il 23 febbraio del 1941 l’impresario Fausto de Tura, figlio del tenore Gennaro de Tura e  fratello del direttore d'orchestra Manrico de Tura.